# عبد المحسن مرتجي
الفريق أول عبد المحسن كامل مرتجي (1916 -2013) هو قائد عسكري مصري ورئيس سابق للنادي الأهلي. تولى قيادة الجيش المصري في حرب اليمن 1964 وقائد جبهة سيناء في حرب 1967، وهو العسكري الوحيد الذي حمل لقب قائد القوات البرية بالقوات المسلحة المصرية، حيث ألغيت تلك القيادة رسمياً بعد حرب 1967.:304:307:142:144

## حياته
الفريق أول عبد المحسن مرتجي من مواليد 5 مايو 1916 في محافظة القاهرة.

## حياته العسكرية
تخرج في الكلية الحربية عام 1937. تدرج في الترقي حتي وصل إلي قيادة اللواء السادس المستقل بالقنطرة شرق برتبة عميد. كما تولى رئاسة هيئة تدريب الجيش. تولى الفريق أول مرتجي قيادة القوات العربية باليمن خلال الفترة من عام 1963 حتي 1965 وحصل علي نجمة الشرف العسكرية أثناء حرب اليمن في أبريل من عام 64 ثم تولى قيادة القوات البرية قبل أن يعود مرة أخرى إلى اليمن في عام 1966.
كان الفريق أول مرتجي قائد للجبهة الشرقية في حرب عام 67 وتعد رسالته الأولى التي وجهها لقواته في الثاني من يونيو عام 67 من الوثائق المهمة المنشورة على نطاق واسع حاليا يعتبرها البعض دليلا على أن حالة ضباط وجنود الجيش المصري كانت مخالفة تماما لما يحدث بين كبار القادة والمسئولين.[بحاجة لمصدر]
نتيجة التحقيقات في النكسة تمت إقالته من الجيش.

## ما بعد التقاعد
تولى رئاسة النادي الأهلي في الستينيات والسبعينيات. وهو الرئيس التاسع للنادي الاهلي وتولى أول مرة يوم 15 ديسمبر 1965 حتي 13 يوليو 1967 ثم فترة ثانية من 8 نوفمبر عام 1972 حتي 12 ديسمبر 1980 ووالد المهندس خالد مرتجي عضو مجلس إدارة الأهلي وعضو لجنة الأندية بالفيفا. توفى فجر يوم الثلاثاء 5 نوفمبر 2013 الموافق لغرة محرم 1435 هـ.